# Pabonka
L'ermita Pabonka (Pha bong kha), o Pawangka, és un monestir històric, avui pertanyent al monestir Sera, situat aproximadament a 8 quilòmetres de Lhasa, en la vall Nyang bran, a la muntanya Parasol (Dbu gdugs ri), en el Tibet.
Fundada per Songtsen Gampo en el segle vii, és l'ermita més gran i important del conjunt de les ermites de Sera i el punt de partida del «Sisè mes del quart dia» (Drug pa tshe bzhi) del pelegrinatge conegut com «Se ra’i ri ’khor».

## Història
El lloc, amb més de 1.300 anys d'antiguitat, data de l'època de Songtsen Gampo, el fundador de l'Imperi Tibetà, i fou un dels primers edificis que es van construir a Lhasa. Tot i que al principi el lloc era un castell o fortificació, el Annals Tibetans ha revelat que Pabonka va ser convertit en monestir, possiblement sota el regnat del segon rei budista del Tibet Trisong Detsen. Detsen, amb Padmasambhava i els primers set monjos del nou imperi tibetà, solia meditar a l'ermita, i es va convertir en un dels monestirs budistes, possiblement fins i tot abans que Jokhang. El monestir original, de nou plantes, fou parcialment destruït pel rey Langdharma el 841 durant la seva campanya per destruir el budisme monàstic; fou reconstruït el segle xi com una estructura de dues plantes, que va albergar 200 monjos.

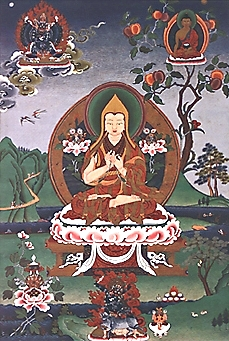
Tsongkhapa, qui va viure per algun temps com a ermità a Pabonka

Je Tsongkhapa (1357–1419) va viure al lloc com a ermità, i finalment esdevingué una institució erudita. El cinquè Dalai-lama tenia afecte pel monestir i va finançar la construcció d'un pis superior. Abans de l'any 1959 Pabonka era independent del monestir Sera, i de 1960 fins a mitjans dels anys 1980 va estar sota control de la Xina, tornant a partir de llavors sota el control de Sera.

## Estructura monàstica

### Temple Rigsum Gonpo

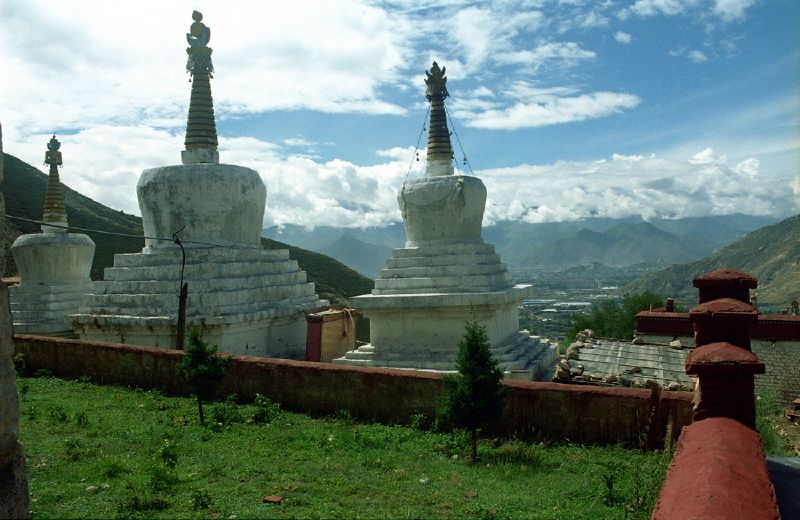
Stupes i vista cap a Lhasa

Aquest temple és conegut pels seus nombrosos santuaris, i el seu mantra blau i d'or treballat situat al passadís, amb unes lletres inscrites que diuen «Salutació a la joia al lotus». Durant la Revolució Cultural es van enterrar un bon nombre de relíquies de pedra, però quan els monjos de Sera van restaurar l'ermita les van desterrat i restaurar la majoria d'elles. Conté un santuari central, datat de fa uns 1300 anys, de l'època de Gampo, que representa a Avalokiteśvara, Manjusri i Vajrapani, l'anomenada «Trinitat Rigsum Gompo» que dona el nom al temple.

### Pabonka Potrang

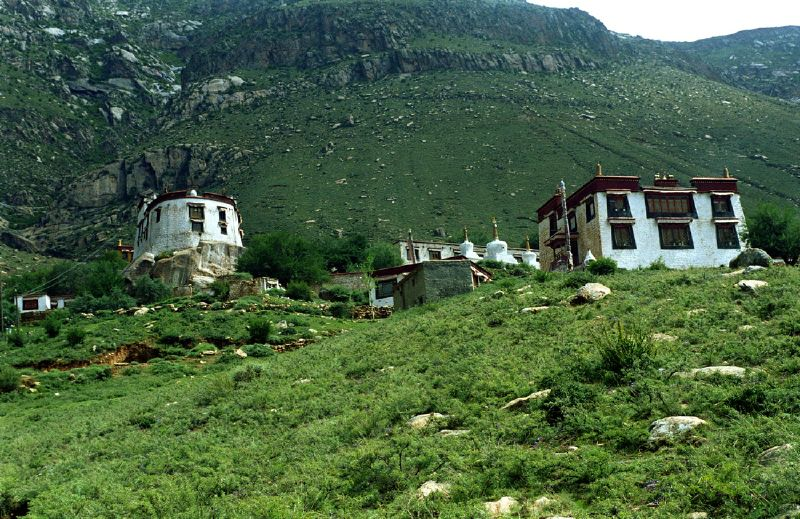
Pabonka Potrang, a l'esquerra

El pis superior de l'edifici Pabonka Potrang, construït sobre una pila de roques, té una sala d'assemblea en el segon pis amb una fotografia de l'abat actual i una estàtua de Avalokiteśvara amagada a la dreta, darrere d'un pilar. La capella d'interior conté una antiga petxina de cargol (dungkhar) embolicada en una banda d'oració (kathak) i que es mostra en una vitrina. A l'habitació del costat hi han les estàtues de tres reis, les seves dones i diversos lames. La cambra lateral, destinada al Dalai-lama en les seves visites, conté una estàtua de la deïtat Demchok.

### Cova Palden Lhamo

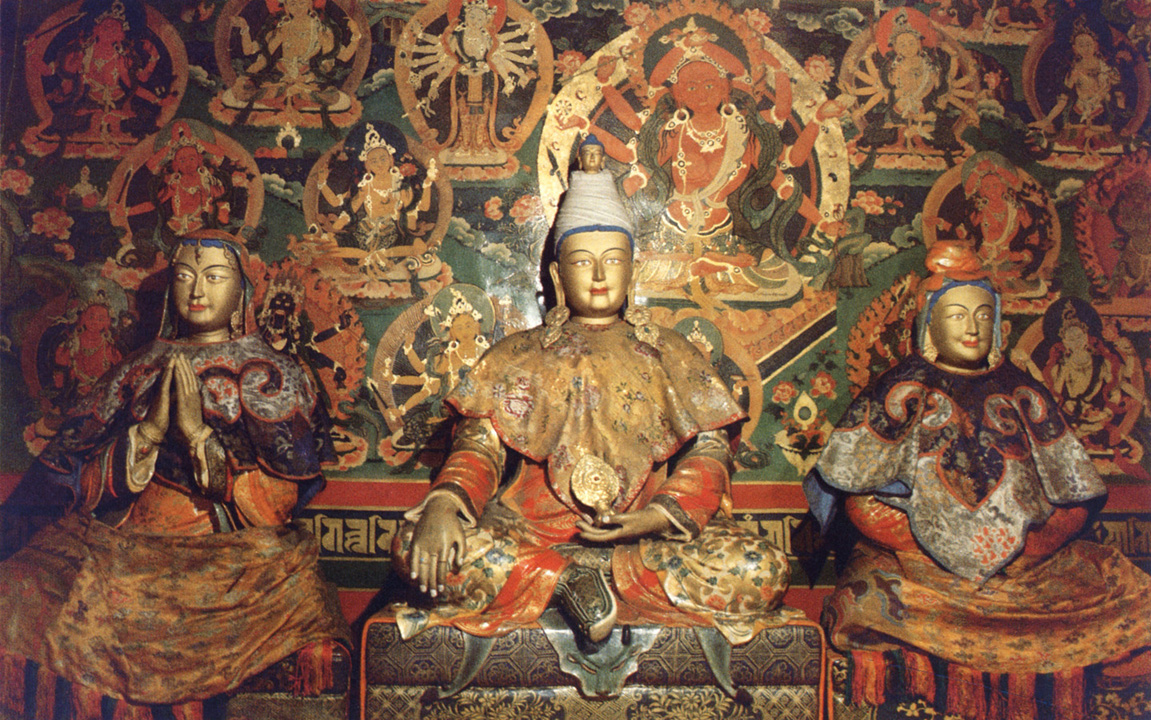
Songtsen Gampo (al centre), la princesa Wencheng (dreta) i Bhrikuti Devi de Nepal (esquerre)

Cap amunt del turó de l'ermita, passat un grup de stupes, es troba la cova Palden Lhamo, coneguda per haver estat una cambra de meditació de Songstan Gampo durant un temps. Dins la cova hi han estàtues d'ell i les seves dues dones. També hi ha una talla de roca de Palden Lhamo, la protectora.

### Jasa Potrang

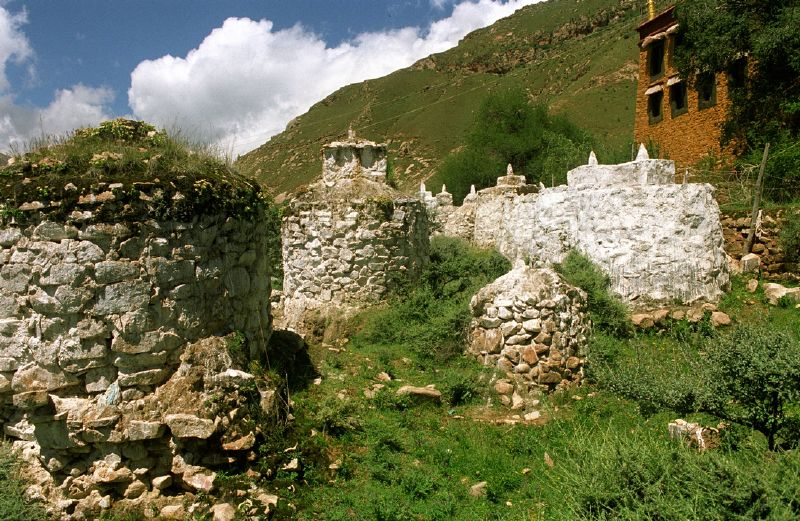
El Jasa Potrang (dreta) dedicat a la Princesa Wencheng

Situat a prop de 108 chortens (stupes), característica destacada del monestir, hi ha l'edifici dedicat a la dona de Songtsan Gampo, la Princesa Wencheng. Construït amb maons color groc ocre, en el pis superior hi és una capella amb una estàtua petita d'ella a la dreta, i una representació del filòleg tibetà Thonmi Sambhota, que es creu que va inventat l'alfabet tibetà a l'ermita. A la planta baixa es troben les cinc manifestacions de Tsongkhapa, i diverses estàtues de Buda amb temàtiques mèdiques.

## Tradicions
L'ermita en particular té la seva pròpia tradició de cicles rituals mensuals i anuals. El més important d'aquests esdeveniments rituals anuals són els sis dies (tres conjunts de dos dies) amb rituals durant les celebracions de l'any nou tibetà (Losar), els setze dies (vuit conjunts de dos dies) amb rituals durant el quart mes tibetà (que atrauen a molta gent de Lhasa i els districtes circumdants), i un ritual i altres esdeveniments que tenen lloc durant el pelegrinatge «sisè mes del quart dia».